# 24kGoldn

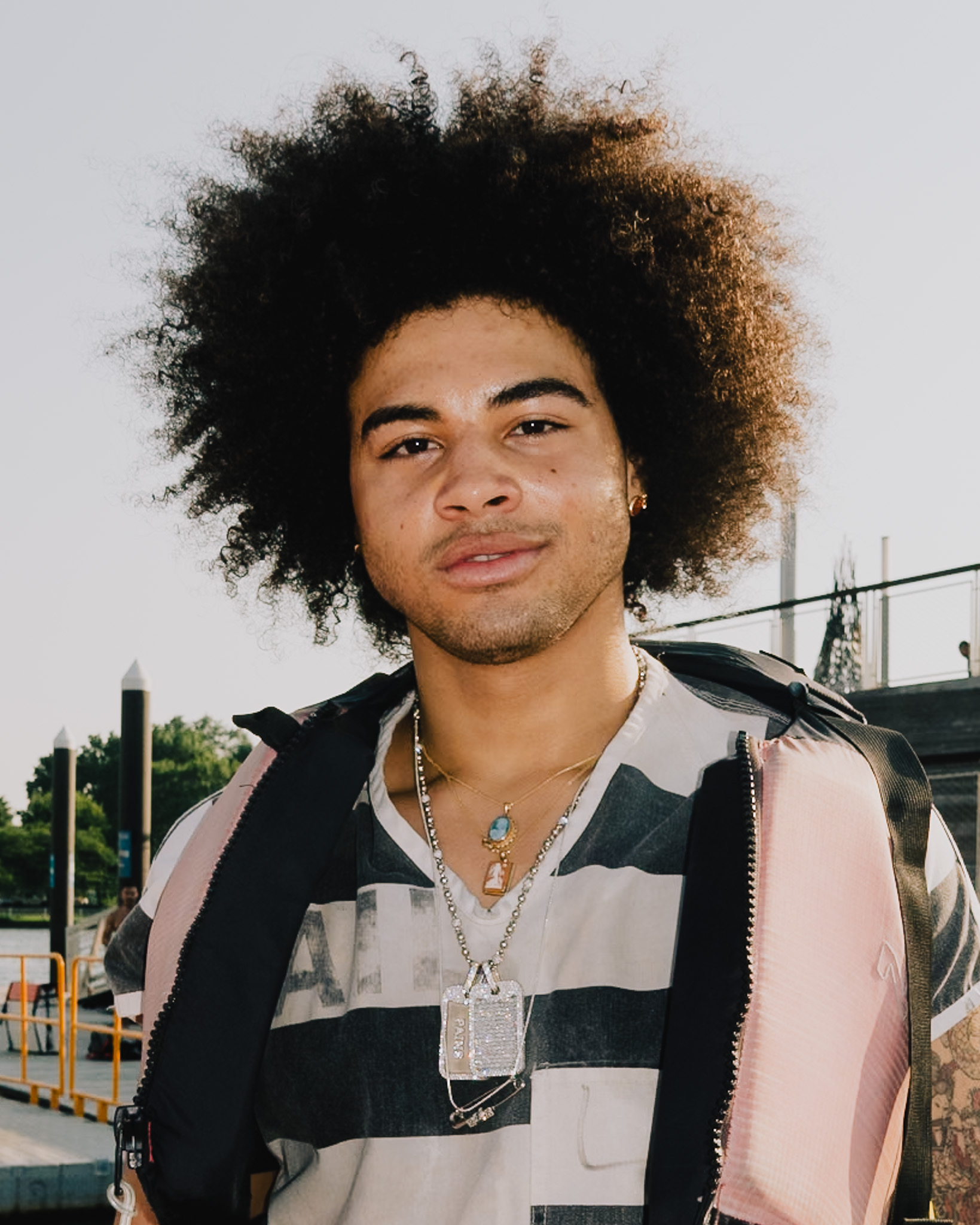
24kGoldn (2024)

24kGoldn (* 13. November 2000 in San Francisco, Kalifornien; bürgerlich Golden Landis Von Jones) ist ein US-amerikanischer Rapper, Sänger und Songwriter.

## Leben und Karriere
Geboren und aufgewachsen in San Francisco, wirkte Golden schon als Kind in Werbefilmen mit und sang als Jugendlicher in Schulchören. Bevor er Berufsmusiker wurde, studierte er an der University of Southern California mit der Absicht, Manager eines Hedgefonds zu werden. Im Januar 2019 veröffentlichte Von Jones seine erste Single Valentino. Das Lied erlangte bis Anfang 2020 über 125 Millionen Streaming-Abrufe allein auf Spotify. In den US-amerikanischen Billboard Hot 100 erreichte es Platz 92 und in Kanada sogar die Top 40 der Singlecharts. Noch im selben Jahr unterzeichnete er einen Vertrag bei den Labels LLC und Columbia Records. Seine erste EP Dropped Outta College erschien im November 2019 und erreichte Position 122 der Billboard 200. Internationale Bekanntheit erlangte er wenige Monate später mit der Single City of Angels und erzielte Platzierungen in den Top 40 der britischen, irischen und australischen Singlecharts. Der endgültige Durchbruch gelang 24kGoldn mit dem Lied Mood, einer Zusammenarbeit mit dem Rapper Iann Dior. Nach nur wenigen Wochen kletterte die Single bis in die Top 10 der Singlecharts in Deutschland, Österreich, der Schweiz und Großbritannien, sowie vielen weiteren Ländern weltweit. Im September 2020 erreichte das Lied schließlich Platz eins in den deutschen und österreichischen Charts. Im August 2020 wurde er neben Künstlern wie Polo G, NLE Choppa oder Rod Wave Bestandteil der Freshman Class 2020 des XXL-Magazins.
Wohnhaft ist der Künstler derzeit in Los Angeles. Seit dem Frühjahr 2019 ist er an der University of Southern California eingeschrieben.

## Diskografie

### Studioalben
| Jahr | Titel Musiklabel            | Höchstplatzierung, Gesamtwochen, AuszeichnungChartplatzierungen (Jahr, Titel, Musiklabel, Platzierungen, Wochen, Auszeichnungen, Anmerkungen) | Höchstplatzierung, Gesamtwochen, AuszeichnungChartplatzierungen (Jahr, Titel, Musiklabel, Platzierungen, Wochen, Auszeichnungen, Anmerkungen) | Anmerkungen                                               |
| Jahr | Titel Musiklabel            | CH | US | Anmerkungen                                               |
| ---- | --------------------------- | --- | --- | --------------------------------------------------------- |
| 2021 | El Dorado Records, Columbia | CH— GoldCH | US22 Platin · (16 Wo.)US | Erstveröffentlichung: 26. März 2021 Verkäufe: + 1.119.500 |

### EPs
| Jahr | Titel Musiklabel                        | Höchstplatzierung, Gesamtwochen, AuszeichnungChartsChartplatzierungen (Jahr, Titel, Musiklabel, Platzierungen, Wochen, Auszeichnungen, Anmerkungen) | Anmerkungen                                               |
| Jahr | Titel Musiklabel                        | US | Anmerkungen                                               |
| ---- | --------------------------------------- | --- | --------------------------------------------------------- |
| 2019 | Dropped Outta College Records, Columbia | US122 (7 Wo.)US | Erstveröffentlichung: 22. November 2019 Verkäufe: + 7.500 |

### Singles als Leadmusiker
| Jahr | Titel Album                          | Höchstplatzierung, Gesamtwochen, AuszeichnungChartplatzierungen (Jahr, Titel, Album, Platzierungen, Wochen, Auszeichnungen, Anmerkungen) | Höchstplatzierung, Gesamtwochen, AuszeichnungChartplatzierungen (Jahr, Titel, Album, Platzierungen, Wochen, Auszeichnungen, Anmerkungen) | Höchstplatzierung, Gesamtwochen, AuszeichnungChartplatzierungen (Jahr, Titel, Album, Platzierungen, Wochen, Auszeichnungen, Anmerkungen) | Höchstplatzierung, Gesamtwochen, AuszeichnungChartplatzierungen (Jahr, Titel, Album, Platzierungen, Wochen, Auszeichnungen, Anmerkungen) | Höchstplatzierung, Gesamtwochen, AuszeichnungChartplatzierungen (Jahr, Titel, Album, Platzierungen, Wochen, Auszeichnungen, Anmerkungen) | Anmerkungen                                                                 |
| Jahr | Titel Album                          | DE | AT | CH | UK | US | Anmerkungen                                                                 |
| ---- | ------------------------------------ | --- | --- | --- | --- | --- | --------------------------------------------------------------------------- |
| 2019 | Valentino Dropped Outta College      | — | — | — | UK— SilberUK | US92 ×2Doppelplatin · (1 Wo.)US | Erstveröffentlichung: 25. Januar 2019 Verkäufe: + 2.443.000                 |
| 2019 | City of Angels Dropped Outta College | — | — | — | UK25 Gold · (13 Wo.)UK | US— PlatinUS | Erstveröffentlichung: 22. November 2019 Verkäufe: + 1.729.000               |
| 2020 | Mood El Dorado                       | DE1 ×2Doppelplatin · (67 Wo.)DE | AT1 ×3Dreifachplatin · (69 Wo.)AT | CH1 Platin · (68 Wo.)CH | UK1 ×3Dreifachplatin · (39 Wo.)UK | US1 ×8Achtfachplatin · (52 Wo.)US | Erstveröffentlichung: 24. Juli 2020 Verkäufe: + 13.683.333; feat. Iann Dior |

Weitere Singles
- 2018: Ballin’ Like Shareef
- 2019: Time for That
- 2019: A Lot to Lose
- 2019: Games on Your Phone
- 2019: Dropped Outta College
- 2020: Unbelievable (feat. Kaash Paige)
- 2020: Water Run Dry (mit Chelsea Collins)
- 2021: 3, 2, 1 (US: Gold)
- 2021: I Won (mit Ty Dolla Sign und Jack Harlow)
- 2021: A-O-K (mit Tai Verdes)
- 2021: Prada (feat. Lil Tecca)
- 2021: More than Friends
- 2021: Bella (mit Static & Ben El)
- 2021: Options (mit Internet Money)
- 2022: In My Head (feat. Travis Barker)
- 2022: Scar (mit Sokodomo)
- 2022: Oh My Lord (mit Arizona Zervas)
- 2022: Mistakes
- 2022: Checkers (feat. Bandmanrill)

### Singles als Gastmusiker
| Jahr | Titel Album                    | Höchstplatzierung, Gesamtwochen, AuszeichnungChartplatzierungen (Jahr, Titel, Album, Platzierungen, Wochen, Auszeichnungen, Anmerkungen) | Höchstplatzierung, Gesamtwochen, AuszeichnungChartplatzierungen (Jahr, Titel, Album, Platzierungen, Wochen, Auszeichnungen, Anmerkungen) | Höchstplatzierung, Gesamtwochen, AuszeichnungChartplatzierungen (Jahr, Titel, Album, Platzierungen, Wochen, Auszeichnungen, Anmerkungen) | Höchstplatzierung, Gesamtwochen, AuszeichnungChartplatzierungen (Jahr, Titel, Album, Platzierungen, Wochen, Auszeichnungen, Anmerkungen) | Höchstplatzierung, Gesamtwochen, AuszeichnungChartplatzierungen (Jahr, Titel, Album, Platzierungen, Wochen, Auszeichnungen, Anmerkungen) | Anmerkungen                                                                                    |
| Jahr | Titel Album                    | DE | AT | CH | UK | US | Anmerkungen                                                                                    |
| ---- | ------------------------------ | --- | --- | --- | --- | --- | ---------------------------------------------------------------------------------------------- |
| 2020 | Tick Tock High Expectations    | DE48 (17 Wo.)DE | AT53 (10 Wo.)AT | CH17 (28 Wo.)CH | UK8 Platin · (20 Wo.)UK | — | Erstveröffentlichung: 21. August 2020 Verkäufe: + 920.000; Clean Bandit & Mabel feat. 24kGoldn |
| 2022 | Overthinking About Last Night… | — | — | — | UK88 (1 Wo.)UK | — | Erstveröffentlichung: 20. Mai 2022 Mabel feat. 24kGoldn                                        |

Weitere Gastbeiträge
- 2021: Alright (HVME feat. 24kGoldn & Quavo)

## Auszeichnungen für Musikverkäufe
| Goldene Schallplatte - Belgien - 2021: für die Single Tick Tock - Dänemark - 2023: für die Single Tick Tock - 2023: für das Album El Dorado - 2024: für die Single Valentino - 2024: für die Single City of Angels - Frankreich - 2021: für die Single Tick Tock - Japan - 2025: für das Streaming Mood - Kanada - 2022: für das Lied Company - Mexiko - 2022: für die Single Mood (Remix) - Neuseeland - 2023: für das Album El Dorado - 2024: für das Album Dropped Outta College - Polen - 2023: für die Single Valentino - 2024: für das Album El Dorado - Portugal - 2022: für die Single Valentino - 2022: für die Single City of Angels - 2022: für das Lied Coco - 2022: für die Single Tick Tock - Spanien - 2025: für die Single Tick Tock - Ungarn - 2025: für das Album El Dorado - 2025: für das Lied Coco - Vereinigte Staaten - 2021: für das Lied Coco - 2024: für das Lied Company Platin-Schallplatte - Australien - 2020: für die Single City of Angels - Griechenland - 2021: für die Single Mood - Italien - 2021: für die Single Tick Tock - Kanada - 2021: für die Single Tinted Eyes - 2021: für das Album El Dorado - 2022: für die Single 3, 2, 1 - 2022: für das Lied Coco - Polen - 2021: für die Single Tick Tock - Ungarn - 2025: für die Single City of Angels | 2× Platin-Schallplatte - Belgien - 2021: für die Single Mood - Dänemark - 2021: für die Single Mood - Mexiko - 2023: für die Single Mood - Polen - 2021: für die Single Mood - Spanien - 2024: für die Single Mood - Ungarn - 2025: für die Single Valentino 3× Platin-Schallplatte - Italien - 2021: für die Single Mood - Kanada - 2025: für die Single City of Angels 4× Platin-Schallplatte - Kanada - 2025: für die Single Valentino - Portugal - 2022: für die Single Mood - Schweden - 2023: für die Single Mood 5× Platin-Schallplatte - Neuseeland - 2024: für die Single Mood 7× Platin-Schallplatte - Australien - 2022: für die Single Mood Diamantene Schallplatte - Frankreich - 2021: für die Single Mood - Kanada - 2022: für die Single Mood |

Anmerkung: Auszeichnungen in Ländern aus den Charttabellen bzw. Chartboxen sind in ebendiesen zu finden.
| Land/RegionAuszeichnungen für Musikverkäufe (Land/Region, Auszeichnungen, Verkäufe, Quellen) | Silber  | Gold       | Platin       | Diamant     | Verkäufe   | Quellen              |
| -------------------------------------------------------------------------------------------- | ------- | ---------- | ------------ | ----------- | ---------- | -------------------- |
| Australien (ARIA)                                                                            | —       | —          | 8× Platin8   | —           | 560.000    | aria.com.au          |
| Belgien (BRMA)                                                                               | —       | Gold1      | 2× Platin2   | —           | 100.000    | ultratop.be          |
| Dänemark (IFPI)                                                                              | —       | 4× Gold4   | 2× Platin2   | —           | 325.000    | ifpi.dk              |
| Deutschland (BVMI)                                                                           | —       | —          | 2× Platin2   | —           | 800.000    | musikindustrie.de    |
| Frankreich (SNEP)                                                                            | —       | Gold1      | —            | Diamant1    | 433.333    | snepmusique.com      |
| Griechenland (IFPI)                                                                          | —       | —          | Platin1      | —           | 20.000     | Einzelnachweise      |
| Italien (FIMI)                                                                               | —       | —          | 4× Platin4   | —           | 280.000    | fimi.it              |
| Japan (RIAJ)                                                                                 | —       | Gold1      | —            | —           | —          | riaj.or.jp           |
| Kanada (MC)                                                                                  | —       | Gold1      | 11× Platin11 | Diamant1    | 1.720.000  | musiccanada.com      |
| Mexiko (AMPROFON)                                                                            | —       | Gold1      | 2× Platin2   | —           | 190.000    | amprofon.com.mx      |
| Neuseeland (RMNZ)                                                                            | —       | 2× Gold2   | 5× Platin5   | —           | 165.000    | radioscope.co.nz NZ2 |
| Österreich (IFPI)                                                                            | —       | —          | 3× Platin3   | —           | 90.000     | ifpi.at              |
| Polen (ZPAV)                                                                                 | —       | 2× Gold2   | 3× Platin3   | —           | 125.000    | olis.pl              |
| Portugal (AFP)                                                                               | —       | 4× Gold4   | 4× Platin4   | —           | 60.000     | Einzelnachweise      |
| Schweden (IFPI)                                                                              | —       | —          | 4× Platin4   | —           | 320.000    | sverigetopplistan.se |
| Schweiz (IFPI)                                                                               | —       | Gold1      | Platin1      | —           | 30.000     | hitparade.ch         |
| Spanien (Promusicae)                                                                         | —       | Gold1      | 2× Platin2   | —           | 150.000    | elportaldemusica.es  |
| Ungarn (MAHASZ)                                                                              | —       | 2× Gold2   | 3× Platin3   | —           | 16.000     | slagerlistak.hu      |
| Vereinigte Staaten (RIAA)                                                                    | —       | 3× Gold3   | 12× Platin12 | —           | 13.500.000 | riaa.com             |
| Vereinigtes Königreich (BPI)                                                                 | Silber1 | Gold1      | 4× Platin4   | —           | 3.000.000  | bpi.co.uk            |
| Insgesamt                                                                                    | Silber1 | 25× Gold25 | 73× Platin73 | 2× Diamant2 |            |                      |